# رود چیندوین
رود چیندوین (به لاتین: Chindwin River) یک رود در میانمار است که در ناحیه ماگوای واقع شده‌است.